# Decênio internacional da promoção de uma cultura da não violência e da paz em prol das crianças do mundo
Em 10 de novembro de 1998, a Assembléia Geral da ONU proclamou o primeiro decênio do século XXI e do terceiro milênio, os anos 2001 a 2010, como Década ou Decênio internacional da promoção de uma cultura da não-violência e da paz em prol das crianças do mundo.
Em 2003 foi criada uma Coordenação internacional para o Decênio da cultura da não-violência e da paz.